# Countryside (Illinois)
Countryside es una ciudad ubicada en el condado de Cook en el estado estadounidense de Illinois. En el Censo de 2010 tenía una población de 5895 habitantes y una densidad poblacional de 790,85 personas por km².

## Geografía
Countryside se encuentra ubicada en las coordenadas 41°46′27″N 87°52′31″O / 41.77417, -87.87528. Según la Oficina del Censo de los Estados Unidos, Countryside tiene una superficie total de 7.45 km², de la cual 7.45 km² corresponden a tierra firme y (0%) 0 km² es agua.

## Demografía
Según el censo de 2010, había 5895 personas residiendo en Countryside. La densidad de población era de 790,85 hab./km². De los 5895 habitantes, Countryside estaba compuesto por el 88.46% blancos, el 3.14% eran afroamericanos, el 0.19% eran amerindios, el 1.59% eran asiáticos, el 0.02% eran isleños del Pacífico, el 5.11% eran de otras razas y el 1.49% pertenecían a dos o más razas. Del total de la población el 16.39% eran hispanos o latinos de cualquier raza.